# Lauri Markkanen
Lauri Elias Markkanen (Vantaa, 22 mei 1997) is een Fins basketballer.

## Carrière
Markkanen maakte zijn debuut in de Finse tweede klasse in 2012 voor BC Jyväskylä en speelde er tot in 2014. In 2014 ging hij spelen voor tweedeklasser HBA-Märsky tot in 2016. In 2016 ging hij collegebasketbal spelen voor de Arizona Wildcats waar hij een seizoen speelde. In 2017 werd hij als zevende in de eerste ronde van de NBA draft gekozen door de Minnesota Timberwolves. Maar hij werd meteen geruild samen met Kris Dunn en Zach LaVine naar de Chicago Bulls voor Jimmy Butler en Justin Patton. Hij speelde in de zomer van 2017 in de NBA Summer League voor de Chicago Bulls. Bij de Bulls speelde hij vier seizoenen en werd tweemaal uitgeleend aan de Windy City Bulls, in zijn eerste seizoen werd hij verkozen tot NBA All-Rookie First Team.
In augustus 2021 werd hij geruild naar de Cleveland Cavaliers in een ruil waarbij ook de Portland Trail Blazers betrokken waren. Ook volgende spelers waren bij de ruil betrokken: Larry Nance Jr., Derrick Jones Jr. en enkele draftpicks. Na een seizoen werd hij opnieuw geruild ditmaal naar de Utah Jazz samen met Ochai Agbaji en Collin Sexton voor Donovan Mitchell er waren ook meerdere draftpicks betrokken. In het seizoen 2022/23 kende hij een doorbraak en werd voor het eerst verkozen tot NBA All-Star en NBA Most Improved Player.

## Erelijst
- NBA All-Star: 2023
- NBA Most Improved Player: 2023
- NBA All-Rookie First Team: 2018
- Fins basketballer van het jaar: 2017, 2018, 2019, 2020, 2021, 2022

## Privéleven
Lauri's vader Pekka Markkanen was ook een profbasketballer.

## Statistieken

### Regulier seizoen
| Seizoen  | Team                | WG  | WS  | MPW  | 2P%  | 3P%  | FW%  | RPW | APW | SPW | BPW | PPW  |
| -------- | ------------------- | --- | --- | ---- | ---- | ---- | ---- | --- | --- | --- | --- | ---- |
| 2017/18  | Chicago Bulls       | 68  | 68  | 29,7 | 43,4 | 36,2 | 84,3 | 7,5 | 1,2 | 0,6 | 0,6 | 15,2 |
| 2018/19  | Chicago Bulls       | 52  | 51  | 32,3 | 43,0 | 36,1 | 87,2 | 9,0 | 1,4 | 0,7 | 0,6 | 18,7 |
| 2019/20  | Chicago Bulls       | 50  | 50  | 29,8 | 42,5 | 34,4 | 82,4 | 6,3 | 1,5 | 0,8 | 0,5 | 14,7 |
| 2020/21  | Chicago Bulls       | 51  | 26  | 25,8 | 48,0 | 40,2 | 82,6 | 5,3 | 0,9 | 0,5 | 0,3 | 13,6 |
| 2021/22  | Cleveland Cavaliers | 61  | 61  | 30,8 | 44,5 | 35,8 | 86,8 | 5,7 | 1,3 | 0,7 | 0,5 | 14,8 |
| 2022/23  | Utah Jazz           | 66  | 66  | 34,4 | 49,9 | 39,1 | 87,5 | 8,6 | 1,9 | 0,6 | 0,6 | 25,6 |
| Carrière | Carrière            | 348 | 322 | 30,6 | 45,5 | 37,1 | 85,8 | 7,1 | 1,4 | 0,7 | 0,5 | 17,3 |
| All-Star | All-Star            | 1   | 1   | 26,0 | 46,2 | 16,7 | –    | 7,0 | 0,0 | 0,0 | 0,0 | 13,0 |

### Play-in
| Seizoen  | Team                | WG | WS | MPW  | 2P%  | 3P%  | FW%   | RPW | APW | SPW | BPW | PPW  |
| -------- | ------------------- | -- | -- | ---- | ---- | ---- | ----- | --- | --- | --- | --- | ---- |
| 2021/22  | Cleveland Cavaliers | 2  | 2  | 32,6 | 48,4 | 43,8 | 100,0 | 6,0 | 0,0 | 2,5 | 0,5 | 19,5 |
| Carrière | Carrière            | 2  | 2  | 32,6 | 48,4 | 43,8 | 100,0 | 6,0 | 0,0 | 2,5 | 0,5 | 19,5 |